# Nela
Nela je žensko osebno ime.

## Izvor imena
Ime Nela je skrajšana oblika iz ženskih osebnih imen Agnes, Eleonora in Kornelija ali iz drugih imen, ki vsebujejo zlog ne(l). Izpeljava imena Nela iz imena Agnes je prek oblik Agneta, Neta. Najverjetneja pa je ime nastalo s krajšanjem iz imena Kornelija.

## Različice imena
Agnes, Agneta, Agneza, Eleonora, Kornelija, Nelka, Neli, Nelica, Nelija, Nelika, Nelisa, Neta, Netka, Netuška, Neža, 

## Pogostost imena
Po podatkih Statističnega urada Republike Slovenije je bilo na dan 31. decembra 2007 v Sloveniji število ženskih oseb z imenom Nela: 152.

## Osebni praznik
V koledarju je ime  Nela možno uvrstiti k imenu  Kornelija. V koledarju je ime Kornelija zapisano 31. marca (Kornelija, afriška mučenica, † 31. mar. okoli leza 350).

## Znane osebe
Nela Eržišnik, hrvaška humoristka